# Treffen in Tunix
Das Treffen in TUNIX fand vom 27. bis 29. Januar 1978 in der Technischen Universität (TU) in West-Berlin statt und war der kurzfristige Versuch einiger Initiativen von „Unorganisierten“, die noch zerstreute neue Generation nach der 68er-Bewegung zu versammeln, die einen Gegenpol zum Politikverständnis der maoistischen K-Gruppen und der DDR-orientierten Organisationen wie der SEW bildeten. Die Teilnehmer, deren Zahl von den Veranstaltern auf 15.000 geschätzt wurde, nutzten ein vielfältiges Programm zur Vorstellung ihrer Aktivitäten, zu Diskussion, Austausch und Vergnügen. In der Folge kam es zu einer Vielzahl von Gruppen- und Projekte-Gründungen in Stadt und Land und deshalb gilt das Treffen als „Geburtsstunde“ der Alternativbewegung.
„Tunix“ ist eine kecke Form des Imperativs „Tue nichts“ und spielt auf die Kreativität an, die nur in Situationen des „Nichtstuns“ entstehe.

## Vorgeschichte
Das Treffen in TUNIX wurde von der Berliner Spontiszene und von Basisgruppen aus dem vorangegangenen Berufsverbotestreik an den Berliner Universitäten, Hoch- und Fachhochschulen 1976/77 auch in Reaktion auf den Deutschen Herbst initiiert und stand dem gesamten linken Spektrum mit Ausnahme von "Dogmatikern" offen. Im Ankündigungstext kritisieren die Initiatoren den polizeilichen Fahndungsdruck jener Wochen und die repressiven Auswüchse der damaligen sozialliberalen Politik, welche gern mit dem Begriff „Modell Deutschland“ etikettiert wurde:
Der Aufruf traf einerseits die Stimmung vieler Jugendlichen in der Bundesrepublik, zum andern bestand in Berlin durch den Unistreik ein hoher Mobilisierungsgrad der bereits in der Öffentlichkeit diskutierten „Neuen Studentenbewegung“. In Politik und Medien war mittlerweile erkannt worden, dass hinter dieser Bewegung sich keine kommunistischen oder gar terroristischen „Drahtzieher“ befanden. Im linken Berliner Extra-Dienst wurde das Treffen als „Stelldichein aller spaßigen Spontis, fröhlichen Freaks, munteren Mescaleros“ kritisiert und in der Berliner Morgenpost der Vergleich mit einem „orientalischen Bazar“ gezogen. Georg-Ludwig Radke meint jedoch in dem Treffen eine prinzipielle Haltung der Teilnehmer ausmachen zu können:

„Ihr Grundsatz war: ‚Wir wollen keinen Minimalkonsens, der so platt und abstrakt wie richtig ist. Wir wollen das Maximale für jeden. […] wir können trotzdem – oder gerade deswegen – gemeinsam kämpfen.‘“

## Ablauf des Treffens

### Programm
Das Programm des Tunix-Treffens umfasste Diskussionsrunden, Vorträge, Filme und Kulturveranstaltungen. Dazu kamen mehrere Podiumsdiskussionen und die Eröffnungs- und Abschlussveranstaltung im Audimax der TU. Aus feministischer Perspektive wurde im Nachhinein vor allem kritisiert, dass keine der Veranstaltungen feministische Themen behandelte und dass überdies die Podien vorwiegend mit männlichen Rednern besetzt waren.
Freitag, 27. Januar 1978
- 14–20 Uhr: Treffpunkt Technische Universität (Foyer, Audimax): Informationen, der große Bazar (Stände der Gruppen, Verpflegung).
Musik (Trotz & Träume, Klaus der Geiger, Mobiles Einsatzorchester, High Cracks, Professor Faust-Troll)
Theater (Theatergruppe Ratiborstr., Hobbit-Puppenbühne, Gauckler und Feuerschlucker).

parallel:

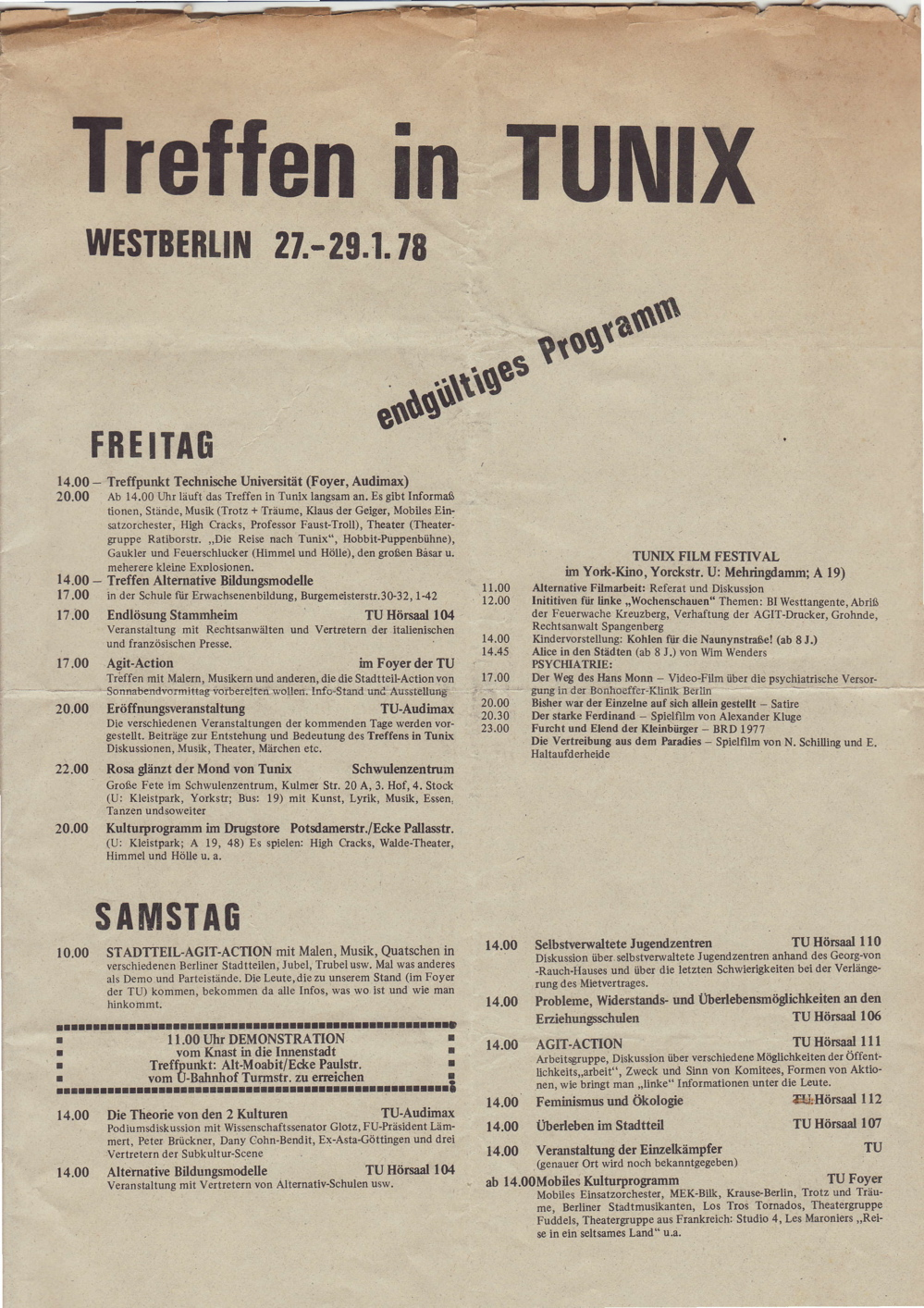
Deckblatt Programmheft des Treffens in TUNIX

- Treffen Alternative Bildungsmodelle in der Schule für Erwachsenenbildung.
- Endlösung Stammheim (Rechtsanwälte, Vertreter der franz. und ital. Presse, Humanistische Union)
- Solidarität mit den Agit-Druckern (Komitee zur Freilassung der im Deutschen Herbst verhafteten AGIT-Drucker)
- 20 Uhr: Eröffnungsveranstaltung im TU-Audimax
- 22 Uhr: Rosa glänzt der Mond von Tunix (Große Fete im Schwulenzentrum)
- 20 Uhr: Kulturprogramm im Jugendzentrum Drugstore

TUNIX-FILM-FESTIVAL [an allen drei Tagen] mit 26 Filmen und Veranstaltungen im Yorck-Kino
- Alternative Filmarbeit
- Initiativen für linke „Wochenschauen“ (Themen: BI Westtangente, Abriss der Feuerwache Kreuzberg u. a.)

Samstag, 28. Januar 1978
- AGIT-ACTION in verschiedenen Stadtteilen
- 11 Uhr: Demonstration „vom Knast in die Innenstadt“
- 14 Uhr: Die Theorie von den 2 Kulturen (TU-Audimax – Podiumsdiskussion mit Wissenschaftssenator Glotz, FU-Präsident Lämmert, Peter Brückner, Daniel Cohn-Bendit, Ex-Asta-Göttingen und drei Vertretern der Subkultur-Scene)

parallel:
- Selbstverwaltete Jugendzentren (Georg-von-Rauch-Haus und die Verlängerung des Mietvertrages)
- AGIT-ACTION (Möglichkeiten der Öffentlichkeitsarbeit‘; Sinn und Zweck von Komitees; Formen von Aktionen)
- Feminismus und Ökologie
- Überleben im Stadtteil
- Veranstaltung der Einzelkämpfer
- ab 14 Uhr: Mobiles Kulturprogramm (MEK-Bilk, Krause-Berlin, Berliner Stadtmusikanten, Los Tros Tornados, Theatergruppe Fuddels, Theater aus Frankreich: Studio 4, Les Maroniers)
- 17 Uhr, TU Audimax: Linke Tageszeitung in der BRD (Ströbele, Günter Wallraff, Lotta Continua und Alternativzeitungen)
- Wissenschaft – Utopie – Widerstand (Veranstaltung der Berliner Herausgeber von Buback – Ein Nachruf)
- Schillern der Revolte (Merve-Verlag mit Ex-AStA Göttingen)
- Verhältnis der Linken zum Staat – Reaktionen des Staats auf die Linke.

abends:
- Musikprogramm TU-Foyer und im Drugstore
- ab 22 Uhr: GROSSE FETE IN DER TAVERNE AM LÜTZOWPLATZ (Es spielen: Zabba Lindner, Missus Beastly, Munjau, Embryo, Linksradikales Blasorchester, Teller Bunte Knete, Dementia praecox)

Sonntag, 29. Januar 1978
- Psychiatrie, Antipsychiatrie, (Vertreter verschiedener Psychiatrie-Projekte, David Cooper, Félix Guattari)
- Basisgruppen zur Situation an den Hochschulen
- Schwule Arbeitsgruppen / Schwule Projekte / Schwule autonome Theorie
- Stand der Anti-AKW-Bewegung (Gorleben, Grohnde, Kalkar)
- Kampf der Stadtzerstörung (Autobahn, Sanierung, Luftverschmutzung, Stromrechnungsboykott)
- Selbstversorgung und Aufbau einer eigenen Nahrungsmittelkette
- Alternative Energiegewinnung und Technologien
- Medizinische Selbstversorgung und Selbstkontrolle unserer Gesundheit
- Ausstellung ‚Dauernde Energie‘ (im Sozialistischen Jungarbeiter- und Schülerzentrum)

parallel:
- Alternative Stadtführung: Wo ist die ‚Reichshauptstadt Berlin‘ geblieben?
- Überleben im Stadtteil
- Feminismus und Ökologie
- Berufsverbot für Rechtsanwälte
- Alternative Medienpraxis – Gegenöffentlichkeit
- Politik der Minderheiten (Merve Verlag und Autonomie)
- ab 14 Uhr: Kulturprogramm im TU Audimax (Hobbit Puppenbühne/Kindertheater), Zauberer Bernd Heller (GRIPS-Theater)
- Was ist los mit dem linken Buchhandel
- Gibt es einen neuen Faschismus in der BRD? (Veranstaltung der Zeitschriften alternative, Berliner Hefte, Ästhetik und Kommunikation mit Karl Heinz Roth und ausländischen Gästen) – TU Audimax
- Linke Kneipen: Gegenöffentlichkeit oder Abfüllstation?
- Vorbereitung 'Freaktreffen in Frankfurt', Juli 1978

20 Uhr: Schlussveranstaltung im Audimax
Empfohlen werden im Programmheft 58 Kneipen und Restaurants in sechs Stadtteilen.
Auf der Rückseite des Programmheftes ein „Wegweiser für Frauen“ mit 16 Galerien, Läden, Werkstätten, Zentren, Cafés und Kneipen.

### Demonstration am 28. Januar 1978
„Aus dem Zug von etwa 5000 Teilnehmern, […] die aus Berlin, Westdeutschland und dem westeuropäischen Ausland gekommen waren – darunter sogenannte Spontis und Stadtindianer sowie andere nichtorganisierte Linke – wurde vor dem Frauengefängnis in der Lehrter Straße zunächst mit Farbeiern und später dann vor dem Gerichtsgebäude in der Moabiter Turmstraße bereits mit Pflastersteinen geworfen.“

Auf dem Weg zur Innenstadt gelang es der Polizei, den Zug zu teilen, „nachdem die ersten Steine gegen das Amerika-Haus geflogen waren. […] Daraufhin warfen Teilnehmer aus dem abgetrennten Zug einen wahren Steinhagel, so daß die Polizei zurückweichen mußte und der Zug sich wieder vereinen konnte. Er zog zum Kurfürstendamm.“
„Eine große deutsche Fahne war mit der Aufschrift ‚Modell Deutschland‘ an einen Lautsprecherwagen der Demonstranten gebunden und durch den Straßenschmutz gezogen worden. An der Ecke Kurfürstendamm/Joachimstaler Straße wurde die Fahne dann vor den Augen von Polizisten und Passanten in Brand gesteckt. […] Nach dem Verbrennen der Fahne räumte die Polizei und die Demonstranten erklärten den Zug für beendet.“
„Etwa 30 Polizisten wurden zum Teil erheblich verletzt. Mehr als 15 Schaufensterscheiben von Banken und Geschäften gingen zu Bruch.“ Die Frankfurter Rundschau meldete: „Die Polizei gab am Sonntag bekannt, 30 von tausend eingesetzten Polizisten seien leicht verletzt worden. […] Festnahmen gab es nicht. […] Nach Augenzeugenberichten hat eine Rockergruppe aus Hamburg [in Moabit] angefangen, die Polizisten mit Steinen zu bewerfen.“

### Diskussionsveranstaltung „Die Theorie von den 2 Kulturen“
Unmittelbar nach der Demonstration folgte die angekündigte Hauptveranstaltung: „In teilweise sehr erregter Atmosphäre begann […] die Diskussion mit Wissenschaftssenator Glotz und FU-Präsident Lämmert in dem mit knapp 3000 Zuhörern überfüllten Auditorium maximum der Technischen Universität über die von Glotz geäußerte These, daß Teile der Studentenschaft sich in einer Subkultur befänden, deren Sprache für viele nicht mehr verständlich sei.“
Die Diskussion kam nach den Ereignissen auf der Demonstration nur mühsam in Gang und die Erklärung von Lämmert, „die Demonstranten sollten mit Argumenten an die Öffentlichkeit treten und nicht mit Steinen …“, spiegelte für viele Teilnehmer die Wirklichkeit nicht wider. Ein Student wies darauf hin, „daß man sich in dem Dilemma befände, sich durch den Dialog mit den Politikern einerseits nicht integrieren lassen zu wollen, zum andern aber Integrationsversuche auch nicht mit Steinwürfen verhindern wolle, sondern einen eigenen Weg finden müsse.“
Glotz meinte, sein Vorgehen sei keine „Umarmungsstrategie“, er sei hier, da er den Eindruck habe, „eine geistige Auseinandersetzung sei in Gang gekommen.“
„Der Ring Christlich Demokratischer Studenten (RCDS) begrüßte das beispielhafte Auftreten […] von Dr. Glotz in der TU vor Tausenden der freiheitlich demokratischen Grundordnung feindlich gesinnter Studenten. ‚Durch fundierte Argumentation und überzeugendes Auftreten gelang es ihm, den demokratischen Dialog mit der neuentstandenen Subkultur Tunix zu führen.‘ Nach den Worten des RCDS-Vorsitzenden Köhler sollte diese offensive Auseinandersetzung Vorbildcharakter für alle deutschen Politiker haben.“

### Abschlussveranstaltung am 29. Januar 1978
Sprecher der Tunix-Organisatoren gaben bekannt, dass 15.000 Besucher gezählt worden seien. Das Chaos auf dem Treffen hätten sie nicht verhindern können. Man hoffe auch auf Solidarität, wenn „jemand für die Aktion mit der bundesdeutschen Fahne juristisch verantwortlich gemacht werden sollte.“ Ausländer aus Frankreich und Italien äußerten, sie nähmen den Eindruck mit zurück, „daß Tausende in Deutschland das Leben unter der Repression ablehnten.“ FU-Professor Flechtheim vertrat die These, dass „gegenwärtig kein Faschismus herrsche“. Es gäbe aber eine „langsame und unscheinbare Entwicklung, die Demokratie scheibchenweise abzubauen.“ Teilnehmer meinten, es sei gelungen, sich die Vielfalt der eigenen Bewegung deutlich zu machen: „Das ‚Tunix‘-Treffen, das mit viel Musik, Theater, Tanz und Filmprogrammen ablief, (war für viele) ein Ereignis, für wenige Tage in Massen ein alternatives Denken und Fühlen gegenüber der Gesellschaft zu erleben – darauf liefen die meisten Einschätzungen in der Abschlußdiskussion hinaus.“
Am Montag, den 30. Januar 1978 gab Wissenschaftssenator Glotz eine Pressekonferenz, in der er die Ansicht vertrat, die neue Generation habe „das angestrengte gewaltsame Kriegsspielen der maoistischen K-Gruppen satt […] Er mache sich allerdings keine Illusion darüber, daß die von der Sponti-Bewegung angezielte ‚Alternative Kultur‘ […] eine Kampfansage an das sei, was diese Gruppen als ‚Sozialdemokratismus‘ bezeichneten.“
Doch die neue Dynamik der Bewegung drückte ein Flugblatt der ASH (Arbeiterselbsthilfe) Bonames – Betriebe in Selbstverwaltung – aus: „Wir sind ganz schön viele […] und wir werden nicht warten, bis in alle Ewigkeiten – wie sie es gerne hätten – und werden auch nicht woanders damit anfangen – wie sie es gerne hätten –, sondern jetzt und hier, jeder in seiner Stadt, gleich am Montag – nach dem großen Fest.“

## Bedeutung und Wirkungsgeschichte
Das Treffen war der organisatorische Beginn der Alternativbewegung in Berlin und Westdeutschland, es markierte eine Wende im Politikstil der Neuen Linken. Alternative Zeitungsprojekte, unter anderen das der späteren taz, wurden vorgestellt, auch das Konzept einer bundesweiten Ökologie-Partei – zuerst waren dazu „Alternative Listen“ zu Wahlen vorgesehen, später entstand daraus die neue Partei Die Grünen. Auch die Frauenbewegung fand hier den entscheidenden Aufschwung. Die schwul-lesbischen Christopher-Street-Day-Paraden ab 1979 sowie die homosexuelle Entsprechung des Tunix-Treffens, der Homolulu-Kongress, und das Netzwerk Selbsthilfe wurden hier initiiert. Als Treffpunkt in der Stadt wurde bereits kurz zuvor das „Schwarze Café“ in der Kantstrasse eröffnet.
Kritisiert wurde am Treffen in Tunix von den liberalen Diskussionspartnern – ungeachtet ihres „Verständnisses für die Entwicklung einer alternativen Kultur“ –, dass die Bewegung „gegen die zentralen Werte der pluralistischen Kultur gerichtet sei.“ Linke bemängelten, „daß das eigentliche Ziel von Tunix, neue Formen des Widerstandes zu erfinden, nicht erreicht worden sei.“ Die Boulevard-Presse konzentrierte ihre Berichterstattung auf die gewaltsamen Aktionen des Demonstrationszuges: „Chaoten auf dem Kudamm – 30 Polizisten verletzt“ und die Forderung nach „gesetzlichen Grundlagen … um gegen ein derartiges Treiben an der TU vorgehen zu können.“
Doch die Diskussionen und ihre Themen – weder in den Gruppen noch im Audimax mit Senator Glotz und FU-Präsident Lämmert, weder über die Gewaltfrage noch über die Realität zweier oder mehrerer Parallelgesellschaften – entschieden nicht über die Bedeutung von Tunix. Fakt ist, dass in der Folge des Treffens in Berlin und in Westdeutschland eine Projekte-„Gründerwelle“ in allen Bereichen einsetzte: Der Austausch mit Gleichgesinnten hatte ermutigt, Kontakte ermöglicht und in einem kaum zu überschätzenden Umfang Kompetenzen miteinander verknüpft. Es ging nicht mehr darum, im nächsten Schritt die bestehende Gesellschaft umzustürzen oder sich nur auf den Widerstand gegen die Staatsmacht zu konzentrieren, sondern Alternativen in die Tat umzusetzen – die „Alternativbewegung“ hatte sich manifestiert und wurde zum Begriff.